# George Fyler Townsend
Pour les articles homonymes, voir Townsend.
George Fyler Townsend, né le 12 mai 1815 et mort le 2 janvier 1900 à Hastings, est un homme d'Église, écrivain et traducteur britannique.
Fils du chanoine George Townsend, il poursuit des études à Harrow School, puis à Trinity College, Cambridge. Il est ordonné prêtre en 1838, puis devient chapelain du duc de Northumberland et de l'évêque de Tasmanie. Il est curé de Brantingham, dans le Yorkshire, de 1842 à 1857, puis de Leominster, dans le Herefordshire, de 1857 à 1862, et enfin de la paroisse de St Michael's sur Burleigh Street, à Londres.
Il est l'auteur de The Christian Pilgrimage from the Cradle to the Grave: Being an Explanation of the Services of the Church of England (1847), Warnings from the Past, Sermons Vindicating the Providence of God (1853), The Town and Borough of Leominster (1863), English Hand-Book of Malta (1869), An English Guide to the Cathedral Churches of Valetta and Città Vecchia; with the Origin and Meaning of the Names of the Places of Note in the Island of Malta (1869), The Sea-kings of the Mediterranean (1872) et The Siege of Colchester; Or, an Event of the Civil War, A.D. 1648 (1874). Il est surtout connu pour sa traduction en 1867 de 300 fables d'Ésope, illustrées par Harrison Weir.